# كأس ألبانيا 2006–07
كأس ألبانيا 2006–07 (بالألبانية: Kupa e Shqipërisë 2006-07‏) هو الموسم 55 من كأس ألبانيا. أقيم خلال الفترة 27 أغسطس 2006 وحتى 16 مايو 2007، وأشرف على تنظيمه اتحاد ألبانيا لكرة القدم، وفاز فيه KF Besa Kavajë ‏.